# Jacqueline Muhongayire
 (avril 2023).
Jacqueline Muhongayire (née le 28 août 1961) est une femme politique rwandaise. Elle a été sénatrice au Parlement rwandais à partir de juillet 2014 en tant que membre du Parti démocrate social (PSD). Avant cela, elle a travaillé comme ministre de l'EAC pendant une période d'un an. Elle a siégé à l'assemblée législative de l'Afrique de l'Est (EALA) pendant cinq ans.

## Biographie

### Jeunesse et éducation
Muhongayire est née le 28 août 1961. Elle est mariée et a trois enfants. Elle est titulaire d'un baccalauréat en comptabilité et d'une maîtrise en gestion de projets. Elle a étudié la politique et les relations internationales à l'université libre de Bruxelles (ULB : Université Libre de Bruxelles, Belgique),,.

### Carrière politique
Pendant 12 ans (à partir de 1995), Muhongayire a travaillé comme législateur représentant le Parti démocrate social (PSD) à l'Assemblée nationale de transition. De 1997 à 2000, elle en a été la vice-présidente.
De 2008 à 2013, Muhongayire a été membre de l'Assemblée législative de l'Afrique de l'Est (EALA). Elle est ensuite devenue membre du cabinet du président rwandais Paul Kagame de juillet 2013 à juillet 2014, en tant que ministre de la Communauté de l'Afrique de l'Est. En juillet 2014, il la nomme au sénat Rwandais, en remplacement de la députée sortante Penelope Kantarama.
Muhongayire promet de travailler sans relâche et de servir les Rwandais au mieux de ses capacités.